# Dookie
| 전문가 평가                   | 전문가 평가 |
| 평가 점수                     | 평가 점수   |
| 출처                          | 점수        |
| ----------------------------- | ----------- |
| AllMusic                      | [ 1 ]       |
| Alternative Press             | [ 2 ]       |
| Billboard                     | [ 3 ]       |
| Chicago Sun-Times             | [ 4 ]       |
| Chicago Tribune               | [ 5 ]       |
| NME                           | 7/10        |
| Pitchfork                     | 8.7/10      |
| The Rolling Stone Album Guide | [ 8 ]       |
| Spin Alternative Record Guide | 8/10        |
| The Village Voice             | A−          |

《Dookie》는 1994년 2월 1일, 리프리즈 레코드에 의해 발매된 미국의 펑크 록 밴드 그린 데이의 세 번째 스튜디오 음반이다. 밴드의 주요 레이블 데뷔이자 프로듀서 롭 카발로와 첫 번째 협업을 한 이 음반은 1993년 늦여름 캘리포니아주 버클리의 판타지 스튜디오에서 녹음되었다. 프론트맨이자 기타리스트인 빌리 조 암스트롱이 주로 작사, 작곡한 이 음반은 지루함, 불안, 관계, 성별과 같은 주제를 가지고 그의 개인적인 경험에 크게 기반을 두고 있다. 이 음반은 네 개의 싱글 〈Longview〉, 〈Welcome to Paradise〉 (원래 밴드의 두 번째 스튜디오 음반인 1991년 《Kerplunk》)의 재녹음 버전인 〈Basket Case〉, 〈When I Come Around〉와 함께 홍보되었다.
대중음악에서 그런지가 지배적이었던 몇 년 후, 《Dookie》는 더 라이브하고, 더 멜로디컬한 록 사운드를 주류에 가져왔고, 그린 데이를 세계적인 명성으로 이끌었다. 1990년대와 일반적으로 펑크 록을 정의하는 음반들 중 하나로 간주되며, 그것은 또한 장르의 주류 인기를 공고히 하는데 중추적이었다. 그것의 영향은 그 후 몇 년 동안 그리고 새로운 천년과 그 너머까지 스며들었고, 다른 장르의 아티스트들뿐만 아니라 많은 펑크 및 팝 펑크 밴드에 의해 영감으로 인용되었다.
2023년 8월, 음반의 30주년 기념 디럭스 에디션이 2023년 9월 29일, 발매와 데모, 두 번의 라이브 콘서트 녹음을 선보였다.

## 배경
각각 30,000장씩 팔린 그들의 첫 두 음반 《39/Smooth》 (1990년)와 《Kerplunk》 (1991년)의 독립적인 세계에서의 성공으로, 많은 주요 음반사들이 그린 데이에 관심을 갖게 되었다. 그 음반사들 중에는 소니, 워너 브라더스, 게펀 그리고 인터스코프가 있었다. 이 음반사들의 대표자들은 거래를 논의하기 위해 식사에 초대함으로써 밴드가 서명하도록 유도하려고 시도했고, 심지어 한 매니저는 그 그룹을 디즈니랜드로 초대하기도 했다. 암스트롱은 이러한 발전을 거절했고, 그 음반사들이 "2류, 3류 너바나와 사운드가든"과 같은, 그런지 밴드와 비슷한 것을 찾을 가능성이 더 높다고 믿었고, 그들은 워너 브라더스의 자회사인 리프리즈의 프로듀서이자 A&R 대표자인 롭 카발로를 만나기 전까지, 그들은 음반사의 비전을 따르기를 원하지 않았다. 40분간의 비틀즈 커버를 보여준 후, 카발로는 자신의 기타를 집어 들었고, 그 밴드는 카발로와 함께 꽉 찼다. 그들은 캘리포니아의 동료 밴드인 더 머프스와의 작업에 깊은 인상을 받았고, 후에 카발로는 "우리가 정말로 이야기하고 연결할 수 있는 유일한 사람"이라고 말했다.

## 녹음
밴드의 마지막 길먼 스트리트 공연 이후, 그린 데이는 암스트롱의 4트랙 녹음기에 수록된 곡 〈She〉, 〈Sassafras Roots〉, 〈Pulling Teeth〉, 〈F.O.D〉를 데모하여 카발로에게 보냈다. 그것을 들은 후, 카발로는 "그가 무언가 큰 것을 우연히 발견했다"는 것을 감지했다. 그러나, 그는 밴드가 최선을 다해 연주하기 위해 고군분투하고 있다는 것을 인식했고, 그 밴드가 이전에 음반을 녹음하는 데 가장 많은 시간을 보낸 것이 《Kerplunk》를 녹음하는 동안 3일이었기 때문에 그들이 불안하다고 추론했다. 분위기를 띄우기 위해, 드러머 트레 쿨이 그 당시 합법적인 음주 연령이 아니었지만, 그는 그들을 멕시코 식당으로 초대하고 판타지 스튜디오의 거리를 술집으로 만들었다. 암스트롱은 수년 후 인터뷰에서 밴드가 "사탕 가게의 어린 아이들처럼" 느끼고 있으며 기준을 충족시키지 못했다는 이유로 레이블에 의해 폐기되는 작업으로 인해 돈을 잃을 것을 두려워한다고 묘사하며 밴드의 불안을 확인했다. 그럼에도 불구하고, 그들은 그들의 마음대로 새로운 제작 자원을 최대한 활용하는 데 집중했다. 밴드가 돈을 절약하기 위해 서둘러 완성해야 했던 그들의 이전 음반들과 달리, 그들은 그들의 출력의 품질을 완벽하게 하기 위해 시간을 들였다. 암스트롱은 그가 "좋은 소리로 전화를 거는 방법, 최고의 기타 음색을 얻는 방법"을 배웠다고 언급했다. 저는 보컬을 하는 데 약간의 시간을 가질 수 있었다.

## 곡 목록
모든 곡들은 그린 데이에 의해 작사/작곡하였다.
| #   | 제목                | 재생 시간 |
| --- | ------------------- | --------- |
| 1.  | Burnout             | 2:07      |
| 2.  | Having a Blast      | 2:44      |
| 3.  | Chump               | 2:53      |
| 4.  | Longview            | 3:59      |
| 5.  | Welcome to Paradise | 3:44      |
| 6.  | Pulling Teeth       | 2:30      |
| 7.  | Basket Case         | 2:30      |
| 8.  | She                 | 2:13      |
| 9.  | Sassafras Roots     | 2:37      |
| 10. | When I Come Around  | 2:57      |
| 11. | Coming Clean        | 1:34      |
| 12. | Emenius Sleepus     | 1:43      |
| 13. | In the End          | 1:46      |
| 14. | F.O.D.              | 5:46      |

## 인증
| 국가                                                                                         | 인증        | 판매량/출하량 |
| -------------------------------------------------------------------------------------------- | ----------- | ------------- |
| 아르헨티나 (CAPIF)                                                                           | 플래티넘    | 60,000^       |
| 오스트레일리아 (ARIA)                                                                        | 5× 플래티넘 | 350,000^      |
| 오스트리아 (IFPI 오스트리아)                                                                 | 플래티넘    | 50,000*       |
| 벨기에 (BEA)                                                                                 | 골드        | 25,000*       |
| 브라질 (Pro-Música Brasil)                                                                   | 골드        | 100,000*      |
| 캐나다 (뮤직 캐나다)                                                                         | 다이아몬드  | 1,000,000^    |
| 덴마크 (IFPI Danmark)                                                                        | 4× 플래티넘 | 80,000        |
| 핀란드 (Musiikkituottajat)                                                                   | 골드        | 35,205        |
| 프랑스 (SNEP)                                                                                | 골드        | 100,000*      |
| 독일 (BVMI)                                                                                  | 3× 골드     | 750,000^      |
| 아일랜드 (IRMA)                                                                              | 4× 플래티넘 | 60,000^       |
| 이탈리아 sales in 1995                                                                       | —           | 250,000       |
| 이탈리아 (FIMI) sales since 2009                                                             | 플래티넘    | 50,000        |
| 일본 (RIAJ)                                                                                  | 플래티넘    | 200,000^      |
| 네덜란드 (NVPI)                                                                              | 골드        | 50,000^       |
| 뉴질랜드 (RMNZ)                                                                              | 플래티넘    | 15,000^       |
| 폴란드 (ZPAV)                                                                                | 골드        | 50,000*       |
| 스페인 (PROMUSICAE)                                                                          | 플래티넘    | 100,000^      |
| 스웨덴 (GLF)                                                                                 | 골드        | 50,000^       |
| 스위스 (IFPI 스위스)                                                                         | 골드        | 25,000^       |
| 영국 (BPI)                                                                                   | 3× 플래티넘 | 900,000^      |
| 미국 (RIAA)                                                                                  | 다이아몬드  | 10,000,000^   |
| 요약                                                                                         |             |               |
| 유럽 (IFPI)                                                                                  | 플래티넘    | 1,000,000*    |
| *판매량을 기반으로 한 인증 · ^출하량을 기반으로 한 인증 · 판매량+스트리밍을 기반으로 한 인증 |             |               |